# Lispocephala subvittata
Lispocephala subvittata är en tvåvingeart som beskrevs av Malloch 1928. Lispocephala subvittata ingår i släktet Lispocephala och familjen husflugor. Inga underarter finns listade i Catalogue of Life.